# Madrona
Madrona o Matrona fue una mártir cristiana de Salónica que vivió en el siglo III, aunque puede que muriera en el IV.

## Tradición
Nacida probablemente en Salónica en el siglo III, algunos biógrafos situaron su lugar de nacimiento en Barcelona y sería al quedar viudo su padre cuando se trasladó a Salónica, Grecia, donde ejerció como mujer de servicio en una casa de la ciudad. A partir de entonces, Madrona pasó por un auténtico calvario, ya que la señora de la casa le hizo la vida imposible. Cuando se enteró de que era cristiana la ató y golpeó para evitar que asistiera a misa, pero un ángel la desató y acompañó a la iglesia. Al percatarse de este acto, la señora montó en cólera, y la golpeó nuevamente hasta que murió.
Continúa la tradición, relatando que los cristianos de la zona veneraban sus restos, entonces los infieles para evitarlo, sobre el siglo X vendieron sus restos a unos mercaderes que viajaban hacia Marsella. Al paso de la embarcación por Barcelona, cuenta la leyenda que se desencadenó una tormenta, haciendo creer a la tripulación que la santa quería quedarse allí. 
Sus restos fueron depositados en la ermita de Sant Fruitós, en la montaña de Montjuïc, Barcelona, ciudad que durante muchos siglos le rindió devoción. Las reliquias fueron veneradas primero en la ermita que con el paso del tiempo pasó a ser jurisdicción de la Orden de los frailes capuchinos y al trasladadarse estos al convento de las Ramblas también trasladaron el cuerpo de la Santa. Su onomástica se celebra el 15 de marzo.

## Patronazgo
Existe constancia de que Santa Madrona fue la antigua patrona de la ciudad de Barcelona en España. Actualmente son patronas de esta ciudad Santa Eulalia y la Virgen de la Merced.